# Asherah (palo sacro)
L'asherah era un palo sacro eretto nei luoghi di culto cananei per onorare la dea madre ugaritica Asherah, consorte del dio El. La relazione tra i riferimenti letterari all'asherah e i ritrovamenti archeologici in Giudea di figurine a pilastro è oggetto di dibattiti accademici.
Le asherim erano oggetti di culto collegati alla venerazione di Asherah, intesa come consorte di Baal o di Yahweh, come attestato da iscrizioni da Kuntillet Ajrud e Khirbet el-Qom, e come tali oggetto di contrasto tra culti in competizione. La qualifica di «palo» suggerisce che il materiale di costruzione fosse il legno, ma John Day osserva che «non viene mai detto esattamente di cosa si trattasse». Il ruolo di una asherah descritto nei testi fu probabilmente riscritto e reinterpretato dai seguaci di Esdra, al ritorno degli Ebrei dall'esilio babilonese e con la scrittura della fonte sacerdotale. Se da una parte è vero che ci fu un movimento che si opponeva alla venerazione della dea nel Tempio di Gerusalemme al tempo del re Giosia, questo non sopravvisse a lungo al suo regno, in quanto i successivi quattro re biblici «fece[ro] ciò che è male agli occhi del Signore» (2 Re, 23:32, 37; 24:9, 19). Altre esortazioni vennero da Geremia. L'interpretazione tradizionale del testo biblico vuole che gli Israeliti abbiano importato elementi pagani come l'asherah dai vicini Cananei; le moderne interpretazioni accademiche suggeriscono invece che la religione popolare israelita fosse stata politeista da sempre, e che siano stati i profeti e i sacerdoti che denunciarono le asherim ad essere gli innovatori.